# Blériot 137
Die Blériot 137, auch als Blériot Bl-137 bekannt, war ein Mehrzweck-Militärflugzeug des französischen Herstellers Blériot Aéronautique.
Das Flugzeug war eine Weiterentwicklung der Blériot 127 in Ganzmetallbauweise. Entgegen den ungewöhnlich angeordneten hinteren Bordschützenständen der 127 befanden sich diese bei der 137 in einem Einschnitt an der Tragflächenhinterkante.
Das Flugzeug wurde nie in Serie gebaut, nur zwei voneinander leicht abweichende Prototypen wurden gefertigt.

## Aufbau
Bei der Blériot 137 handelte es sich um einen aus Metall konstruierten Schulterdecker. Das offene Cockpit mit Doppelsteuerung für Piloten und Kopiloten befand sich etwa in Höhe der Tragflächenvorderkante.
Ein Waffenstand befand sich in der Rumpfnase, außerdem befand sich je ein Waffenstand im Heck der Motorgondeln; diese Stände konnten von den Bordschützen im Flug über die Mittelflügel erreicht werden.
Das Fahrwerk war nicht einziehbar und bestand aus dem Hauptfahrwerk sowie einem Hecksporn.

## Varianten

### Blériot 137/M0
Prototyp als Einzelstück (Erstflug am 21. Dezember 1930)

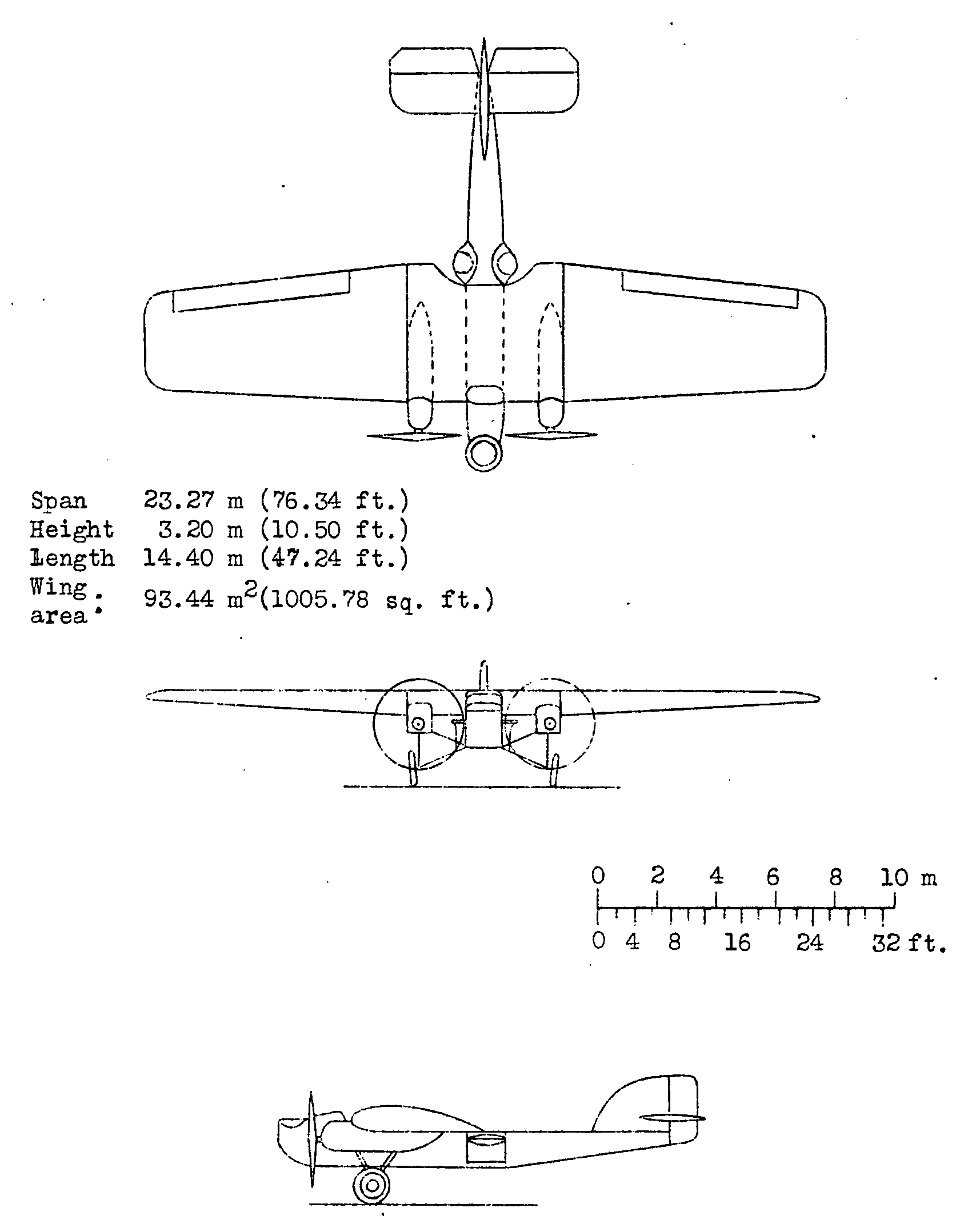
Dreiseitenansicht

Technische Daten
| Kenngröße             | Daten |
| --------------------- | --- |
| Besatzung             | 4 (Pilot, Kopilot, 2 Bordschützen) |
| Länge                 | 14,40 m |
| Spannweite            | 23,20 m |
| Höhe                  | 3,20 m |
| Flügelfläche          | 93,44 m² |
| Flügelstreckung       | 5,8 |
| Leermasse             | 3315 kg |
| max. Startmasse       | 5500 kg |
| Antrieb               | 2 Hispano-Suiza-12Nb-Reihenmotoren mit je 500 PS (368 kW) |
| Höchstgeschwindigkeit | 230 km/h auf Meereshöhe |
| Gipfelhöhe            | 9000 m |
| Reichweite            | ca. 900 km |
| Bewaffnung            | ob der Prototyp mit Bewaffnung ausgerüstet war, ist nicht bekannt geplant: sechs Lewis-MG´s, Kal. 7,7 mm, je ein Paar im Bug und in den Schützenständen an der hinteren Tragflächenkante; unbekannte Bombenlast |

### Blériot 137/M1
ebenfalls nur ein Prototyp gefertigt (Erstflug im Jahre 1931)
Technische Daten (nur, sofern von Version 137/M0 abweichend)
| Kenngröße       | Daten                                              |
| --------------- | -------------------------------------------------- |
| Spannweite      | 23,27 m                                            |
| Flügelfläche    | ca. 94,00 m²                                       |
| Flügelstreckung | 5,8                                                |
| Leermasse       | 3970 kg                                            |
| max. Startmasse | 5700 kg                                            |
| Antrieb         | 2 Salmson-1Ab-Reihenmotoren mit je 500 PS (368 kW) |